# Cram Motorsport
A Cram Motorsport (anteriormente conhecida como Cram Competition) é uma equipe de automobilismo sediada na Itália.
A Cram foi criada oficialmente em 1994, antes do departamento de corridas da Tatuus. Ao longo dos anos, participou de diferentes campeonatos (Fórmula Alfa Boxer, Fórmula Renault 2000, Fórmula 3 Alemã, Fórmula Master, Fórmula Renault World Series, Fórmula Abarth, Porsche Carrera CUP, Fórmula Renault 2.0 e Fórmula 4 da FIA). Hoje, a Cram já ganhou 14 títulos de campeonatos e 107 corridas.